# تريون (كارولاينا الشمالية)
تريون (بالإنجليزية: Tryon town, North Carolina)‏ هي بلدة تقع بولاية كارولاينا الشمالية في الولايات المتحدة. تبلغ مساحتها 5.17 كم2، وترتفع عن سطح البحر 336 م، بلغ عدد سكانها 1,646 نسمة في عام 2010 حسب إحصاء مكتب تعداد الولايات المتحدة وتصل الكثافة السكانية فيها 318.4 نسمة لكل كيلومتر مربع (824.7/ميل2).

## التركيبة السكانية
حدّد مكتب تعداد الولايات المتحدة بيانات التركيبة السكانية لتريون في تعداد الولايات المتحدة. في ما يلي، التركيبة السكانية حسب تعدادي 2000 و2010.

### تعداد عام 2000
بلغ عدد سكان تريون 1,760 نسمة بحسب تعداد عام 2000، وبلغ عدد الأسر 869 أسرة وعدد العائلات 453 عائلة مقيمة في البلدة. في حين سجلت الكثافة السكانية 340.4 نسمة لكل كيلومتر مربع (881.6/ميل2). وبلغ عدد الوحدات السكنية 985 وحدة بمتوسط كثافة قدره 190.5 لكل كيلومتر مربع (493.4/ميل2).
وتوزع التركيب العرقي للبلدة بنسبة 77.16% من البيض و21.02% من الأمريكيين الأفارقة و0.28% من الأمريكيين الأصليين و0.11% من الأمريكيين ذوي الأصول الآسيوية و0.68% من الأعراق الأخرى و0.74% من عرقين مختلطين أو أكثر و1.25% من الهسبانيون أو اللاتينيون من أي عرق.
بلغ عدد الأسر 869 أسرة كانت نسبة 19.3% منها لديها أطفال تحت سن الثامنة عشر تعيش معهم، وبلغت نسبة الأزواج القاطنين مع بعضهم البعض 39.8% من أصل المجموع الكلي للأسر، ونسبة 10.1% من الأسر كان لديها معيلات من الإناث دون وجود شريك، بينما كانت نسبة 2.2% من الأسر لديها معيلون من الذكور دون وجود شريكة وكانت نسبة 47.9% من غير العائلات. تألفت نسبة 44.8% من أصل جميع الأسر من عدة أفراد يعيشون في نفس المنزل ونسبة 28.8% كانت تتألف من شخص يعيش بمفرده يبلغ من العمر 65 عاماً أو أكثر. وبلغ متوسط حجم الأسرة المعيشية 1.92، أما متوسط حجم العائلات فبلغ 2.66.
بلغ العمر الوسطي للسكان 52.3 عاماً. وكانت نسبة 16.6% من القاطنين تحت سن الثامنة عشر، وكانت نسبة 4.2% بين الثامنة عشر والرابعة والعشرين عاماً، ونسبة 19.5% كانت واقعةً في الفئة العمرية ما بين الخامسة والعشرين والرابعة والأربعين عاماً، ونسبة 21.2% كانت ما بين الخامسة والأربعين والرابعة والستين، ونسبة 33.4% كانت ضمن فئة الخامسة والستين عاماً فما فوق. يوجد لكل 100 أنثى 75.3 ذكر، ويوجد لكل 100 أنثى في الثامنة عشر من عمرها فما فوق 71.6 ذكر.
بلغ متوسط دخل الأسرة في البلدة 31,449 دولارًا، أما متوسط دخل العائلة فبلغ 44,485 دولارًا. وكان متوسط دخل الذكور 35,956 دولارًا مقابل 23,333 دولارًا للإناث. وسجل دخل الفرد الخاص بالبلدة 21,347 دولارًا. وكانت نسبة 7.9% من العائلات ونسبة 14.3% من السكان تحت خط الفقر، وكان من هؤلاء نسبة 25.2% تحت سن الثامنة عشر ونسبة 9.4% في الخامسة والستين من العمر وما فوق.

### تعداد عام 2010
بلغ عدد سكان تريون 1,646 نسمة بحسب تعداد عام 2010، وبلغ عدد الأسر 819 أسرة وعدد العائلات 390 عائلة مقيمة في البلدة. في حين سجلت الكثافة السكانية 318.4 نسمة لكل كيلومتر مربع (824.7/ميل2). وبلغ عدد الوحدات السكنية 1,066 وحدة بمتوسط كثافة قدره 206.2 لكل كيلومتر مربع (534.1/ميل2).
وتوزع التركيب العرقي للبلدة بنسبة 79.95% من البيض و16.46% من الأمريكيين الأفارقة و0.06% من الأمريكيين الأصليين و0.36% من الأمريكيين ذوي الأصول الآسيوية و1.58% من الأعراق الأخرى و1.58% من عرقين مختلطين أو أكثر و4.43% من الهسبانيون أو اللاتينيون من أي عرق.
بلغ عدد الأسر 819 أسرة كانت نسبة 16.2% منها لديها أطفال تحت سن الثامنة عشر تعيش معهم، وبلغت نسبة الأزواج القاطنين مع بعضهم البعض 33.3% من أصل المجموع الكلي للأسر، ونسبة 10.5% من الأسر كان لديها معيلات من الإناث دون وجود شريك، بينما كانت نسبة 3.8% من الأسر لديها معيلون من الذكور دون وجود شريكة وكانت نسبة 52.4% من غير العائلات. تألفت نسبة 47.9% من أصل جميع الأسر من عدة أفراد يعيشون في نفس المنزل ونسبة 30.4% كانت تتألف من شخص يعيش بمفرده يبلغ من العمر 65 عاماً أو أكثر. وبلغ متوسط حجم الأسرة المعيشية 1.91، أما متوسط حجم العائلات فبلغ 2.72.
بلغ العمر الوسطي للسكان 56.8 عاماً. وكانت نسبة 16% من القاطنين تحت سن الثامنة عشر، وكانت نسبة 4.4% بين الثامنة عشر والرابعة والعشرين عاماً، ونسبة 14.9% كانت واقعةً في الفئة العمرية ما بين الخامسة والعشرين والرابعة والأربعين عاماً، ونسبة 26.7% كانت ما بين الخامسة والأربعين والرابعة والستين، ونسبة 38% كانت ضمن فئة الخامسة والستين عاماً فما فوق. وتوزع التركيب الجنسي للسكان بنسبة 43.9% ذكور و56.1% إناث.

## وصلات خارجية
- الموقع الرسمي